# Alchemilla argyrophylla
Alchemilla argyrophylla är en rosväxtart. Alchemilla argyrophylla ingår i släktet daggkåpor, och familjen rosväxter.

## Underarter
Arten delas in i följande underarter:
- A. a. argyrophylla
- A. a. argyrophylloides